# Nana Mizuki
Nana Kondo (近藤 奈々 Kondō Nana?), cuyo nombre artístico es Nana Mizuki (水樹 奈々 Mizuki Nana?,  Niihama, Prefectura de Ehime, 21 de enero de 1980) es una actriz de voz y cantante japonesa. Su agencia de voz es Star Crew, y el sello discográfico al que pertenece es King Records. 
Es conocida principalmente por interpretar al personaje de Hinata Hyuga en la popular franquicia de anime Naruto y también participó en Magical Girl Lyrical Nanoha como Fate Testarossa, en Basilisk como Oboro, en Rosario + Vampire como Akashiya Moka, en Blood-C como Saya Kisaragi, en Shugo Chara! como Utau Hoshina, en Itazura na Kiss como Kotoko Aihara, en Senki Zesshō Symphogear como Tsubasa Kazanari y en HeartCatch PreCure! como Tsubomi Hanasaki/Cure Blossom, logrando así tener más de 130 papeles notables de voz y disfrutando de su gran éxito en el mundo de los seiyūs. Además de ser cantante también es compositora, letrista, seiyū y embajadora turística de Japón. Su tipo de voz es mezzo-soprano y su rango vocal es de 2 octavas (D3-C6).

## Eventos en Vivo
- 2001: Nana Mizuki X'mas Live "Supersonic Girl"
- 2003: Nana Mizuki Live Attraction
- 2003: Nana Mizuki Live Sensation Zepp Side/Hall Side
- 2003-2004: Nana Mizuki Live Skipper Countdown
- 2004: Nana Mizuki Live Spark
- 2004: Nana Mizuki 20th Birthday Anniversary Live
- 2004-2005: Nana Mizuki Live Rainbow
- 2005: Nana Mizuki Live Rocket
- 2005: Nana Mizuki 21 Anniversary Concert "Happy"
- 2006: Nana Mizuki Livedom -Birth-
- 2006: Nana Mizuki Live Universe
- 2007: Nana Mizuki Live Museum 2007
- 2007: Nana Summer Festa 2007
- 2007-2008: Nana Mizuki Live Formula 2007-2008
- 2008: Nana Mizuki Live Fighter 2008 Blue Side/Red Side
- 2009: Nana Mizuki Live Fever 2009
- 2009: Nana Mizuki Live Diamond 2009
- 2010: Nana Mizuki Live Academy 2010
- 2010: Nana Mizuki Live Games 2010 Red/Blue stage
- 2011: Nana Mizuki Live Grace 2011 -Orchestra-
- 2011: Nana Mizuki Live Journey 2011
- 2011: Nana Mizuki Live Castle 2011 Queen's Night/King's Night
- 2012: Nana Mizuki Live Union 2012
- 2013: Nana Mizuki Live Grace 2013 -Opus II-
- 2013: Nana Mizuki Live Circus 2013
- 2014: Nana Winter Festa 2014
- 2014: Nana Mizuki Live Flight 2014
- 2015: Nana Mizuki Live Theater 2015 -Acoustic-
- 2015: Nana Mizuki Live Adventure 2015
- 2016: Nana Mizuki Live Galaxy 2016
- 2016: Nana Mizuki Live Park 2016
- 2017: Nana Mizuki Live Zipangu 2017
- 2017: Nana Mizuki MTV Unplugged 2017
- 2018: Nana Mizuki Live Gate 2018
- 2018: Nana Mizuki Live Island 2018
- 2019: Nana Mizuki Live Grace 2019 -Opus III-
- 2019: Nana Mizuki Live Express 2019
- 2020: Nana Mizuki Live Runner 2020 (Cancelado)
- 2020: Nana Mizuki: Nana Acoustic Online
- 2022: Nana Mizuki Live Runner 2020-2022
- 2022: Nana Mizuki Live Home 2022
- 2023: Nana Mizuki Live Heroes -Lightning / Blade mode- 2023
- 2023: Nana Mizuki Live Parade 2023
- 2024: Nana Mizuki Live Jungle 2024

## Biografía

### Primeros años
Desde la infancia el canto y el piano fueron aprendidos de sus padres, y también en clases que tomó en su niñez. Al momento de entrar a la secundaria se mudó a la Escuela Secundaria Horikoshi, donde por primera vez fue expuesta al ambiente artístico. La gran ambición era llegar a convertirse en cantante, y la idea de convertirse en seiyū surgió algún tiempo después. Nacida en Niihama, Ehime, comenzó a entrenar canto enka cuando tenía cinco años. En 1993, lanzó un sencillo en casete compacto "Tsugazakura" (つがざくら, lit. "Phyllodoce Nipponica") como Nana Kondō. Sin embargo, pasó la audición del juego Noël: La Neige y se convirtió en seiyū.

### Carrera Artística
En 1998 debutó como seiyū, prestando su voz para "NOёL ～La neige～", videojuego para la consola PlayStation. Su primer papel de anime fue ese mismo año, al participar con su voz en Jikūtantei Genshikun.
A fines del año 2000 debutó como cantante, con el lanzamiento de su primer sencillo titulado «Omoi». 
El 2001 realizó su primer concierto y también lanzó su primer álbum original de estudio, el que fue titulado supersonic girl. Este mismo año, para el anime Shichinin no Nana, formó la unidad conocida como nana×nana junto con las seiyūs Madoka Akita, Mai Asaki, Mai Nakahara, Kaori Nazuka, Yukari Fukui y Sumomo Momomori, donde aparte de realizar la interpretación cantaron el tema principal de la serie. 
El 2002 comienza a transmitirse el programa de radio de Nana llamado Mizuki Nana Smile Gangster.
Durante esos años, Mizuki disfrutó de un éxito modesto en Japón. Que comenzaría a aumentar con el lanzamiento de su décimo sencillo "Inoccent Starter" 2004 en que alcanzó el Top 10 de las listas Oricon situándose en el puesto N.º 9. 
Posteriormente, en 2005, su sencillo n.º 12 «ETERNAL BLAZE» llega al segundo lugar en las listas de Oricon, convirtiéndose en su trabajo musical más exitoso hasta ese momento. Desde este punto la carrera musical de Nana no ha dejado de considerarse exitosa, con prácticamente todos sus álbumes y sencillos llegando a los primeros lugares de las listas de su país.
El 2007, en el mes de marzo Nana gana la Mejor Interpretación Musical en la primera entrega de los Seiyū Awards por su canción "Justice to Believe", que es también su sencillo n.º 14.
El 2009, su álbum n.º 7 ULTIMATE DIAMOND alcanza el primer lugar de las listas de álbumes Oricon, siendo la primera seiyū en lograr esta hazaña. También realiza en julio del mismo año un concierto en el Seibu Dome titulado LIVE DIAMOND reuniendo a más de 30.000 personas, y previamente, en enero, una serie de conciertos en Budokan bajo el nombre de LIVE FEVER. Es invitada a participar en el Kohaku Uta Gassen también.
El 2010, su sencillo n.º 21 PHANTOM MIND llega a la primera posición en las listas Oricon en enero, y, más tarde, en febrero, su sencillo n.º 22 Silent Bible llega a la tercera de posición de las mismas. En este mismo mes, realizó una gira de siete conciertos titulada LIVE ACADEMY 2010 en la cual fue anunciado que Mizuki gana el Premio Memorial Tomiyama Kei en la cuarta entrega de los Seiyū Awards, y es nombrada como Embajadora de Turismo en su ciudad natal Niihama (Ehime). 
En julio del mismo año lanza su octavo álbum de estudio, titulado IMPACT EXITER, que debuta en el segundo puesto de las listas Oricon, vendiendo en su primer día un total de 36,292 copias. Los días 24 y 25 de julio realizó dos conciertos a entradas agotadas en el Seibu Dome, titulados LIVE GAMES BLUE AND RED STAGE, en los cuales anunció que escribirá un libro autobiográfico, con motivo del décimo aniversario de su debut como cantante
El 2011, realizó "LIVE JOURNEY", "LIVE GRACE ORCHESTRA" y "LIVE CASTLE", lanzando también tres nuevos singles (SCARLET KNIGHT, POP MASTER y Junketsu Paradox) y una nueva compilación o álbum (THE MUSEUM II).
El 2012, realizó un tour llamado "LIVE UNION" viajando por varias ciudades en Japón, lanzando otros tres nuevos singles (Synchrogazer, TIME SPACE EP y BRIGHT STREAM el cual llegó al número uno en la lista Oricon y también hizo un nuevo record en ventas) y otro nuevo álbum (ROCKBOUND NEIGHBORS que también estuvo en primer lugar en la lista Oricon).
El 2013, realizó su segundo concierto acompañado de una orquesta, este fue llamado "LIVE GRACE -OPUS II-" en la Saitama Super Arena.
También realizó otra gira nombrándola "LIVE CIRCUS 2013" presentándose en varias ciudades de Japón y por primera vez en Taiwán.
Lanzó su sencillo número 29 titulado Vitalization. También lanzó dos sencillos en colaboración con T.M Revolution (Nishikawa Takanori). El primer sencillo se tituló Preserved Roses (15/05/13) para el anime Kakumeiki Valvrave y en octubre de 2013 se lanzó un segundo sencillo titulado Kakumei Dualism (23/10/13) para la segunda temporada de ese mismo anime. Ambos temas son openings de la serie y dichosos discos tuvieron muy buen puesto en el Oricon llegando así a los primeros puestos.
En el Live Circus 2013 Nana anuncio la llegada de Nana Clips 6 que saldrá a la venta a fines de 2013. También en su radio anuncio la llegada de "El Nana Fest 2014" llegando así sus 14 años de carrera como cantante.

## Vida personal
Mizuki anunció su matrimonio con una persona de la industria de la música el 7 de julio de 2020 en su blog. El 6 de noviembre de 2020, anunció en su blog que estaba embarazada de su primer hijo. El 16 de marzo de 2021, Mizuki anunció en su blog que había dado a luz con éxito a su primer hijo. El 23 de abril de 2022, dio positivo por COVID-19, pero luego se recuperó y volvió a trabajar.

## Filmografía
Los personajes principales se encuentran en negrita.
| 1998 | - Flint, The Time Detective como Yamato Sora. |
| 1999 | - Shin Hakkenden como Saya. |
| 2000 | - Love Hina como Nyamo Namo. |
| 2001 | - Mamimume Mogacho como Mako-chan. - Shaman King como Tamao Tamamura, Pino Graham y Kororo. - Sister Princess como Aria. - Memories Off 2nd como Hotaru Shirakawa. |
| 2002 | - Gravion como Marinia. - Naruto como Hinata Hyūga y Guruko. - Happy Lesson como Minazuki Rokumatsuri. - Generation of Chaos Next como Roji. - Princess Tutu como Rue Kuroha/Princess Kraehe. - Seven of Seven como Nana Suzuki - Pokemon como Powarun (ep. 83). - Samurai Deeper Kyo como Mika. - Sister Princess como Aria. - Tenchi Muyo! GXP como Neju Ne Melas. |
| 2003 | - Beast Fighter - The Apocalypse como Ayaka Yandere. - Bottle Fairy como Kururu y Kusachiho. - F-Zero Falcon Densetsu como Lucy Liberty. - Fullmetal Alchemist como Wrath. - Ninja Scroll como Yayoi. |
| 2004 | - Gravion Zwei como Marinia. - Magical Girl Lyrical Nanoha como Fate Testarossa. - King of Bandit Jing in Seventh Heaven como Cassis (ep. 2). - Natsuiro no Sunadokei como Serizawa Kaho. - Paranoia Agent como Taeko Hirukawa. - Ragnarok The Animation como Yufa. - Tactics como Suzu Edogawa. - Witchblade como Maria. - Yakitate!! Japan como Sophie Balzac Kirisaki. - 2 × 2 = Shinobuden - Shinobu. |
| 2005 | - Basilisk como Iga Oboro. - Canvas2 ~Niji-iro no Sketch~ como Ruriko Misono (ep. 8). - Erementar Gerad como Cisqua. - Fighting Fantasy Girl Rescue Me: Mave-chan como Mave-chan. - Guyver: The Bioboosted Armor como Mizuki Segawa. - Jigoku Shōjo como Tsugumi Shibata. - Love Hina Spring Special como Nyamo Namo. - Ichigo 100% como Yui Minamito. - Magical Girl Lyrical Nanoha A's como Fate Testarossa Alicia Testarossa. - Koi Koi Seven como Yayoi Asuka (Celonius 28). - Magical Kanan como Sayaka Mizushiro. |
| 2006 | - BALDR FORCE EXE Resolution como Ryang. - Witchblade como Maria. - Inukami! Kei Shindou (ep. 12, 13). - Jigoku Shōjo Futakomori como Tsugumi Shibata. - Jyu Oh Sei como Tiz. - Kagihime Monogatari - Eikyuu Alice Rondo como Akane Akatsuki (ep. 4). - Kiba como Roia. - Simoun como Morinasu; - Bridge Crew (Messis, ep. 21) - Bridge Crew C (ep. 22) - Instructor (ep. 5) - Pal D (ep. 1) - Patrol Personnel A (ep. 19) - Pilot B (ep. 16) - Shrine Guardian A (ep. 1, 9, 17-19) - Soldier B (ep. 11, 12, 25). - Tsuyokiss como Sunao Konoe. - Yoshinaga-san'chi no Gargoyle como Lili Hamilton.                                                             |
| 2007 | - Ayakashi como Eimu Yoake. - Shugo Chara! como Utau Hoshina/ Utau Tsukiyomi. - Claymore como Riful. - Darker than black como Misaki Kirihara. - Dragonaut como Sieglinde Baumgarde y Madre de Jin (ep. 1). - Engage Planet Kiss Dum como Yuno Rukina. - Minami-ke como Minami Touma. - Naruto Shippūden como Hinata Hyūga. - Magical Girl Lyrical Nanoha StrikerS como Fate T. Harlaown. - MapleStory como Krone. - Mokke como Mizuki Hibara. - Shining Tears X Wind como Kanon Seena. - Shinkyoku Soukai Polyphonica como Yugiri Perserte. - Tales of Symphonia como Colette Brunel. - Tokyo Marble Chocolate como Chizuru. - Shugo Chara! como Utau Hoshina. |
| 2008 | - Allison & Lillia como Allison Whittington y Lillia. - Shugo Chara! Doki! como Utau Hoshina/ Utau Tsukiyomi. - Hakushaku to Yousei como Lydia Carlton. - Rosario + Vampire como Moka Akashiya. - Rosario + Vampire Capu2 como Moka Akashiya. - Itazura na Kiss como Kotoko Aihara. - Minami-ke: Okawari como Minami Touma. - Jigoku Shoujo Mitsuganae como Shibata Tsugumi. - Junjou Romantica 2 como Kaoruko Usami (ep. 10). - Kyouran Kazoku Nikki como OASIS (ep. 22). |
| 2009 | - White Album como Rina Ogata. - White Album 2 como Rina Ogata. - Minami-ke: Okaeri como Minami Touma. - One Piece como Sirena Camie. - Rideback como Rin Ogata. - Saint Seiya The Lost Canvas como Pandora. - Shinkyoku Soukai Polyphonica crimson S como Perserte Yugiri. - Fullmetal Alchemist: Brotherhood como Lan Fan. - Kämpfer como Kanden Yamaneko. - Darker than Black: Ryūsei no Gemini como Misaki Kirihara. - Shugo Chara! Party!! como Utau Hoshina/ Utau Tsukiyomi. - Tegami Bachi como Sylvette Suede. |
| 2010 | - Kuroshitsuji II como Alois Trancy. - HeartCatch PreCure! como Tsubomi Hanasaki / Cure Blossom. - Tegami Bachi Reverse como Sylvette Suede. |
| 2011 | - Kämpfer für die Liebe como Kanden Yamaneko. - Dog Days como Ricotta Elmar y Nanami Takatsuki. - Blood-C como Saya Kisaragi. - Hourou Musuko como Maho Nitori. - Toriko como Tina. |
| 2012 | - Senki Zesshō Symphogear como Tsubasa Kazanari. - Dog Days' como Ricotta Elmar y Nanami Takatsuki. - Medaka Box Abnormal como Najimi Ajimu. - One Piece como Sirena Camie. - Magi: The Labyrinth of Magic como Ren Hakuei. - Zetsuen no Tempest como Evangeline Yamamoto - Jinrui wa Suitaishimashita como Pion (ep 5-6) - Naruto SD: Rock Lee & His Ninja Pals como Hinata Hyuuga. |
| 2013 | - Minami ke tadaima como Minami Touma. - Kakumeiki Valvrave como Kriemhild Celas. - Senki Zesshō Symphogear G como Tsubasa Kazanari.. |
| 2014 | - Toriko como Froese - Nobunaga Concerto como Kichou - Cross Ange: Tenshi to Ryū no Rinbu como Angelise Ikaruga Misurugi - Nanatsu no Taizai como Margaret Liones. |
| 2015 | - Dog Days' como Ricotta Elmar y Nanami Takatsuki. - Gunslinger Stratos como Kumi Minakata - Magical Girl Lyrical Nanoha Vivid como Fate Testarossa. - WWW.WORKING!! como Kisaki Kondou. - Concrete Revolutio: Choujin Gensou como Campe. - Senki Zesshō Symphogear GX como Tsubasa Kazanari. - Kekkai Sensen como Michella Watch. - Ushio to Tora como Hinowa Sekimori |
| 2016 | - Akagami no Shirayuki-hime 2 como Torou (ep 21). - Kono Bijutsu-bu ni wa Mondai ga Aru! como Yumeko Tachibana. - Monster Hunter Stories: Ride On como Simone. - Idol Memories como Shouko Shirayuki. |
| 2017 | - Boruto: Naruto Next Generations como Hinata Hyūga - The Silver Guardian como Phoebe - Senki Zesshō Symphogear AXZ como Tsubasa Kazanari - Black Clover como Vanessa Enoteca |
| 2018 | - Persona 5: The Animation como Ann Takamaki - Grand Blue como Kaya Mizuki |
| 2019 | - One Piece como Kozuki Hiyori - Dororo como Mio - Manaria Friends como Hanna - Kono Oto Tomare! como Isaki Kudo - One Piece como Komurasaki - Arknights como Mostima |
| 2020 | - Listeners como Bilin Valentine - Sakura Wars the Animation como Elise - Obake Zukan como Bonyan - Dragon's Dogma como Hannah - Taiso Samurai como Ayu - D4DJ First Mix como Airi Amano |
| 2021 | - Ijiranaide, Nagatoro-san como Sana Sunomiya - Uramichi Oniisan como Utano Tadano - Digimon Ghost Game como Sirenmon - Kanashiki Debu Neko-chan como Madonna - Kanashiki Debu Neko-chan como Anna |
| 2022 | - Tomodachi Game como Reiko Tamai - Urusei Yatsura como Kurama |
| 2023 | - Dekoboko Majo no Oyako Jijō como Viola - Watashi no Oshi wa Akuyaku Reijō como Manaria Sousse |
| 2024 | - Amagami-san Chi no Enmusubi como Mahiru Anekōji - Highspeed Etoile como Alice Summerwood - Dandadan como Seiko Ayase - Fairy Tail 100 Years Quest como Selene |

| 2001 | - Happy Lesson OVA como Minazuki Rokumatsuri - Love Hina Spring Special como Nyamo Namo - Memories Off 2nd como Hotaru Shirakawa                                                               |
| 2002 | - Generation of Chaos Next como Roji |
| 2003 | - Memories Off 2nd Special: Nocturne como Hotaru Shirakawa |
| 2004 | - Happy Lesson The Final como Minazuki Rokumatsuri - Hourglass of Summer como Kaho Serizawa - Memories Off 3.5 como Hotaru Shirakawa - King of Bandit Jing in Seventh Heaven como Casus (ep 2) |
| 2005 | - Ichigo 100% OVA como Yui Minamito - Fighting Fantasy Girl Rescue Me! Mave-chan como Mave-chan                                                                                                |
| 2006 | - Baldr Force EXE Resolution como Ryang - Fullmetal Alchemist: Premium Collection como Wrath - Fullmetal Alchemist: Seven Homunculi vs State Alchemist como Wrath                              |
| 2007 | - Tales of Symphonia: The Animation como Colette Brunel - Tokyo Marble Chocolate como Chizuru                                                                                                  |
| 2009 | - Saint Seiya: The Lost Canvas como Pandora - 'Shoujo Fight: Nora Inu-tachi no Odekake' |
| 2010 | - Tales of Symphonia: Tethe'alla Hen como Colette Brunel |
| 2011 | - Saint Seiya: The Lost Canvas - Meiō Shinwa 2 como Pandora - Supernatural: The Animation como Meg Masters - Tales of Symphonia: The United World como Colette Brunel                          |
| 2012 | - Minami-ke Omataste como Minami Touma |

| 2002 | - Welcome to Pia Carrot: Sayaka no Koi-monogatari como Noriko Shima |
| 2004 | - Naruto: ¡El festival deportivo de Konoha! como Hinata Hyuga - Pokémon: El Destino de Deoxys como Audrey |
| 2005 | - Fullmetal Alchemist: Conquistador de Shamballa como Wrath |
| 2007 | - Naruto: Shippūden la pelicula como Hinata Hyuga - Jojo's Bizarre Adventure: Phantom Blood como Erina Pendleton |
| 2008 | - Kara no Kyōkai: The Garden of Sinners como Misaya Ōji - Naruto Shippūden 2: Kizuna como Hinata Hyuga |
| 2009 | - Keroro Gunso the Super Movie 4: Gekishin Dragon Warriors como Sion - Detective Conan: The Raven Chaser como Reporter Yoshii - El profesor Layton y la diva eterna como Janice Quatlane - Naruto Shippūden 3: Los herederos de la voluntad de fuego como Hinata Hyuga |
| 2010 | - Book Girl como Nanase Kotobuki - Magical Girl Lyrical Nanoha The Movie 1st como Fate Testarossa - Pretty Cure All Stars DX2: Kibou no Hikari Rainbow Jewel o Mamore! como Tsubomi Hanasaki / Cure Blossom - Fashion Show in the Flower Capital... Really?! como Tsubomi Hanasaki / Cure Blossom                                                                                                 |
| 2011 | - Tezuka Osamu no Buddha -Akai Sabaku yo! Utsukushiku- como Migaila - Pretty Cure All Stars DX3: Deliver the Future! The Rainbow~Colored Flower That Connects the World! como Tsubomi Hanasaki/Cure Blossom - Pocket Monsters Best Wishes! The Movie: Victini and the Black Hero: Zekrom como Victini - Pocket Monsters Best Wishes! The Movie: Victini and the White Hero: Reshiram como Victini |
| 2012 | - Magic Tree House como Mother - Doraemon: Nobita and the Island of Miracles ~Animal Adventure~ como Koron - Blood-C: The Last Dark como Saya Kisaragi - Magical Girl Lyrical Nanoha A's The Movie 2nd como Fate Testarossa - Road to Ninja: Naruto the Movie como Hinata Hyuga - Fuse Teppō Musume no Torimonochō como Itezuru                                                                   |
| 2013 | - Toriko Movie: Bishokushin no Special Menu como Tina |
| 2014 | - Naruto: THE LAST como Hinata Hyuga |
| 2015 | - Boruto: Naruto the Movie como Hinata Hyuga |
| 2018 | - Dragon Ball Super: Broly como Cheelai |
| 2022 | - Dragon Ball Super: Super Hero como Cheelai |
| 2023 | - Black Clover: Sword of the Wizard King como Vanessa Enoteca - Pretty Guardian Sailor Moon Cosmos: The Movie como Princesa Kakyuu/Sailor Kakyuu |

| 2010 | - Zebraman 2: Attack on Zebra City como voz alienígena                           |
| 2013 | - Kamen Rider × Super Sentai × Space Sheriff: Super Hero Taisen Z como Pxycholon |
| 2024 | - Bakuage Sentai Boonboomger como Ittasha                                        |

| 2004 | - Bring It On Again como Whittier Smith                                                                                              |
| 2005 | - Are We There Yet como Lindsey Kingston                                                                                             |
| 2006 | - Ultraviolet como Six - Minority Report como Agatha                                                                                 |
| 2008 | - Mystery of the Third Planet como Talking snail in Bluk                                                                             |
| 2009 | - The Good Wife como Sloan Burchfield                                                                                                |
| 2010 | - Glee como Quinn Fabray - iCarly como Carly Shay                                                                                    |
| 2011 | - I Am Number Four como Sarah Hart                                                                                                   |
| 2012 | - Los juegos del hambre como Katniss Everdeen                                                                                        |
| 2019 | - Captain Marvel como Carol Danvers/Capitana Marvel - PAW Patrol como Katie - Vengadores: Endgame como Carol Danvers/Capitana Marvel |
| 2021 | - El Escuadrón Suicida como Emilia Harcourt - Sin tiempo para morir como Paloma - The Matrix Resurrections como Sati                 |
| 2022 | - Blonde como Norma Jeane - Lyle, Lyle, Crocodile como Señora Primm                                                                  |
| 2023 | - The Marvels como Carol Danvers/Capitana Marvel                                                                                     |

### Videojuegos
| 1998 | - Noël: La Neige (PS) como Chisato Kadokura (debut) |
| 1999 | - Little Witch Parfait (PC) como Reinette Kirsche - Little Witch Reinette (PC) como Reinette Kirsche |
| 2001 | - Memories Off 2nd (PS) como Hotaru Shirakawa - Sister Princess (PS) como Aria - Sister Princess: Pure Stories (PS) como Aria - Happy Lesson (DC) como Minazuki Rokumatsuri - Generation of Chaos (PS2) como Roji |
| 2002 | - Hourglass of Summer (PS2, PC) como Kaho Serizawa - Reveal Fantasia (PS2) como Heizel - Power DoLLS 5 (PC) como Eris Titaneer - Generation of Chaos Next (PS2) como Roji - Hime Kishi Monogatari: Princess Blue (GBA) como Karen - Shaman King: Spirit of Shamans (PS) como Tamao Tamamura - Shaman King: Shaman King Chō Senjiryokketsu 3 (GBA) como Tamao Tamamura |
| 2003 | - Angelic Concert (PS2) como LeAnn Elsas - Memories Off Duet (PS2) como Hotaru Shirakawa - Sister Princess 2 (PS) como Aria - Tales of Symphonia (GC) como Colette Brunel - Cupid Bistro 2 (PS2, Xbox) como Celery Periwinkle - Generation of Chaos 3 (PS2) como Roji - Sakura: Setsugetsuka (PC) como Tsukumo Nana - Fullmetal Alchemist and the Broken Angel (PS2) como Armony Eiselstein - Naruto: Ultimate Ninja (PS2) como Hinata Hyuga - Naruto: Clash of Ninja 2 (GC) como Hinata Hyuga                                          |
| 2004 | - You that Become A Memory: Memories Off (PC) como Hotaru Shirakawa - Memories Off: And Then (PS2, PC) como Hotaru Shirakawa - Angelic Concert Encore como LeAnn Elsas - Tales of Symphonia (PS2) como Colette Brunel - Black/Matrix 00 (PS) como Luca - Lost Aya Sophia (PS2) como Sonia Rosshi - Sequence Palladium: Hōmatsu no Tenchi (PC) como Remirina Matoroana Ishutana - Fullmetal Alchemist: Dream Carnival como Wrath - Naruto: Ultimate Ninja 2 (PS2) como Hinata Hyuga - Naruto: Clash of Ninja 3 (GC) como Hinata Hyuga    |
| 2005 | - Princess Maker 4 (PS2) como Daughter - Ichigo 100% Strawberry Diary (PS2) como Yui Minamoto - Tales of the World: Narikiri Dungeon 3 (GBA) como Colette Brunel - Elemental Gelade: Matoe, Suifu no Ken (PS2) como Cisqua - Elemental Gelade: Tozasareshi Uta (GBA) como Cisqua - Bottle Fairy: Haru.Natsu.Aki.Fuyu Sensei-san to Issho (PC) como Kururu - Naruto: Ultimate Ninja 3 (PS2) como Hinata Hyuga |
| 2006 | - Princess Maker 4 (PC, PSP) como Daughter - Wild Arms 5 the Vth Vanguard (PS2) como Rebecca Streisand - Summon Night 4 (PS2) como Enishia - Ninkyōden Toseinin Ichidaiki (PS2) como Okoto - Wrestle Angels Survivor como Riyu Kikuchi |
| 2007 | - Tales of Fandom Vol.2 (PS2) como Colette Brunel - Shining Wind (PS2) como Kanon Seena - Shining Force EXA (PS2) como Amitalilly - Shōkan Shōjo: ElementalGirl Calling (PS2) como Musuhi - Simoun: Shōbi Sensō - Fūin no Remersion (PS2) como Morinas - Exceed 3rd: Jade Penetrate (PC) como Irias Reginleif - Atelier Lise: Alchemist of Ordre (NDS) como Lolotte Stasille - Naruto Shippūden: Ultimate Ninja 5 (PS2) como Hinata Hyuga                                                                                               |
| 2008 | - Rune Factory 2 (NDS) como Mana - Tales of Symphonia: Dawn of the New World (Wii) como Colette Brunel - Star Ocean: The Second Evolution (PSP) como Rena Lanford - Avalon Code (NDS) como Dorothe - Wrestle Angels Survivor 2 como Chisato Sakurai and Riyu Kikuchi |
| 2009 | - Granado Espada (PC) como Mifuyu - Luminous Arc 3: Eyes (DS) como Ashley - Shining Force Cross (AC) como narrator - Triggerheart Exelica -Enhanced- (PS2) como Faintear |
| 2010 | - White Album (PS3) como Rina Ogata - Naruto Shippūden: Ultimate Ninja Storm 2 (PS3, XBOX360) como Hinata Hyuga - Magical Girl Lyrical Nanoha A's Portable: The Battle of Aces (PSP) como Fate Testarossa - Metal Gear Solid Peace Walker (PSP) como Paz Ortega Andrade / Pacifica Ocean - Super Robot Taisen OG Saga: Endless Frontier Exceed (DS) como Neige Hausen - Fullmetal Alchemist: To the Promised Day (PSP) como Lan Fan - Naruto Shippūden: Kizuna Drive (PSP) como Hinata Hyuga - Shining Hearts (PSP) como Maxima Enfield |
| 2011 | - Phantasy Star Portable 2 Infinity como Nagisa. - Phantom Breaker como Mikoto Nishina. - Final Fantasy Type-0 como Celestia. - Magical Girl Lyrical Nanoha A's Portable: The Gears of Destiny (PSP) como Fate Testarossa. - The Exiled Realm of Arborea como Velik. |
| 2012 | - Resident Evil: Revelations (3DS) como Jessica Sherawat - Shining Blade (PSP) como Sakuya, Kanon - nendoroid generation (PSP) como Fate Testarossa. - Unchained Blades Exiv (PSP/3DS) como Sofia. - Drakerider (iOS) como Gale Altaventi. - Shining Blade (PSP) como Sakuya. |
| 2013 | - Shining Ark (PSP) como Viola, Seraphim |
| 2016 | - Persona 5 (PS3, PS4) como Ann Takamaki |
| 2018 | - Persona 5: Dancing Star Night (PS4, PS Vita) como Ann Takamaki |
| 2019 | - Fate/Grand Order (Juego Móvil) como Nagao Kagetora - Magia Record (Juego Móvil) como Fate Testarossa (Crossover) - Death Stranding (PS4) como Fragile |

### CD Drama
| - Rozen Maiden Drama CD manga como Suiseiseki. - Shugo Chara Utau Hoshina interpretando - «Meikyuu Butterfly», insert song del capítulo 13. - «Blue Moon», el otro tema que compone el sencillo Meikyuu Butterfly) - «Black Diamond», insert song del capítulo 43, la cual fue editada con dos versiones: Major e Indies version. - «Yume no Tsubomi». - Shugo chara doki, interpretó dos insert songs: - «Heartful song», reproducida en parte en el capítulo 47 y completa en el capítulo 54. - «Glorious sunshine (Taiyou ga Niau yo)», escuchándose en el capítulo 93. - Happy Lesson Drama CD como Minazuki Rokumatsuri - Memories Off Drama CD: Bridge como 'Hotaru Shirakawa - Shichinin no Nana: Side Story of Nana como Nana Suzuki - Minna de Tsukuru Memo Off! CD como Hotaru Shirakawa - Rusuden Memories como Hotaru Shirakawa - Eien no Nohara como Nozawa Hitomi - Chūnen Shinka Plus como Izumi Shiho - Trial Triangle como Uehara - Junk Force como Liza - Memories Off Drama CD: Omoide ni Kawaru Kimi como Hotaru Shirakawa - Shin Megami Tensei 3: Nocturne Drama CD como Tachibana Chiaki - Nurse Witch Komugi como Hayase - Magical Girl Lyrical Nanoha Sound Stage como Fate Testarossa - Memories Off Drama CD: Omoide no Partita como Hotaru Shirakawa - Drama CD Ichigo 100% como Yui Minamito - Naruto drama CD series como Hinata Hyuga - 2x2=Shinobuden como Shinobu - Ragnarok The Animation Drama CD como Yufa - Memories Off: And Then Drama CD como Hotaru Shirakawa - Twinkle Saber Nova como Amamiya Satsuki - Tales of Symphonia: A Long Time Ago como Colette Brunel - Black/Matrix 00 como Luca - Koi Koi 7 Drama CD como Yayoi Asuka (Celonius 28) - Tactics Drama CD como Suzu Edogawa - Sakura: Setsugetsuka as Tsukumo Nana - Magical Girl Lyrical Nanoha A's Sound Stage comoFate Testarossa - V.B.Rose como Ageha Shiroi - Itazura na Kiss como Kotoko Aihara - Basilisk como Oboro - Ichigo 100% Drama Theater como Yui Minamito - Elemental Gelade React como Cisqua - Secret of Cactus como Nami Minase - 1-nen 777-gumi como Haruno Korisu - PrismxEgoistcomo Run - Tales of Symphonia: Rodeo Ride Tour como Colette Brunel - Magical Girl Lyrical Nanoha A's Sound Stage 02 como Fate Testarossa - Magical Girl Lyrical Nanoha A's Sound Stage 03 como Fate Testarossa - Ichigo 100% Last Take East Side como Yui Minamito - Ichigo 100% Last Take West Side como Yui Minamito - Yoshinaga-san Chi no Gargoyle como Lili - Rosario + Vampire como Moka Akashiya - Kagihime Monogatari Eikyū Alice Rondo: Kiraha's Story como Akane Akatsuki (ep 4) - Aquarian Age Drama CD Vol.1 como Alice - Kotonoha no Miko to Kotodama no Majo to Drama CD como Sarasa - Magical Girl Lyrical Nanoha StrikerS Sound Stage 01 como Fate T. Harlaown - Magical Girl Lyrical Nanoha StrikerS Sound Stage 02 como Fate T. Harlaown - Magical Girl Lyrical Nanoha StrikerS Sound Stage 03 como Fate T. Harlaown - Magical Girl Lyrical Nanoha StrikerS Sound Stage 04 como Fate T. Harlaown - Shuraki Trinity como Towako Mizuchi - V.B.Rose 2 como Ageha Shiroi - Rosario + Vampire drama CD 2 como Moka Akashiya - Shining Wind drama CD vol.1 como Kanon Seena - Hakushaku to Yōsei Drama CD 1 como Lydia Carton - Tōko: Demon's Wind como Tōko - Shining Wind drama CD vol.2 como Kanon Seena - Judgement Chime como Varuna / Rieru - Shōnen Shinkaron 2 como Shiho Izumi - Hakushaku to Yōsei Drama CD 2 como Lydia Carlton - Magical Girl Lyrical Nanoha The MOVIE 1st Ticket CD SPECIAL como Fate T. Harlaown - Ameiro Kouchakan Kandan - White Engage como Kotoori Sarasa - Requiem et Reminiscence como Maria Klose - White Album Sound Stage 01 como Rina Ogata - White Album Sound Stage 02 como Rina Ogata - Shinakoi Drama CD como Narukami Koharu - Senki Zesshou Symphogear Character song Kanzanari Tsubasa |

## Discografía

### Singles
| N.º | Lanzamiento      | Lanzamiento | Lanzamiento                                                   | Álbum                |
| N.º | Fecha            | Año         | Sencillo                                                      | Álbum                |
| --- | ---------------- | ----------- | ------------------------------------------------------------- | -------------------- |
| 1   | 6 de diciembre   | 2000        | «Omoi» (想い?)                                                | supersonic girl      |
| 2   | 25 de abril      | 2001        | «Heaven Knows»                                                | supersonic girl      |
| 3   | 29 de agosto     | 2001        | «The place of happiness»                                      | supersonic girl      |
| 4   | 1 de mayo        | 2002        | «LOVE&HISTORY»                                                | MAGIC ATTRACTION     |
| 5   | 1 de mayo        | 2002        | «POWER GATE»                                                  | MAGIC ATTRACTION     |
| 6   | 25 de septiembre | 2002        | «suddenly ~meguriaete~» (suddenly～巡り合えて～?)             | MAGIC ATTRACTION     |
| 7   | 23 de abril      | 2003        | «New Sensation»                                               | DREAM SKiPPER        |
| 8   | 16 de julio      | 2003        | «still in the groove»                                         | DREAM SKiPPER        |
| 9   | 7 de abril       | 2004        | «-Panorama-» (パノラマ-Panorama-?)                            | ALIVE&KICKING        |
| 10  | 6 de octubre     | 2004        | «innocent starter»                                            | ALIVE&KICKING        |
| 11  | 18 de mayo       | 2005        | «WILD EYES»                                                   | HYBRID UNIVERSE      |
| 12  | 19 de octubre    | 2005        | «ETERNAL BLAZE»                                               | HYBRID UNIVERSE      |
| 13  | 18 de enero      | 2006        | «SUPER GENERATION»                                            | HYBRID UNIVERSE      |
| 14  | 15 de noviembre  | 2006        | «Justice to Believe/Aoi Iro» (Justice to Believe/アオイイロ?) | GREAT ACTIVITY       |
| 15  | 18 de abril      | 2007        | «SECRET AMBITION»                                             | GREAT ACTIVITY       |
| 16  | 22 de agosto     | 2007        | «MASSIVE WONDERS»                                             | GREAT ACTIVITY       |
| 17  | 6 de febrero     | 2008        | «Starcamp EP»                                                 | ULTIMATE DIAMOND     |
| 18  | 1 de octubre     | 2008        | «Trickster»                                                   | ULTIMATE DIAMOND     |
| 19  | 21 de enero      | 2009        | «Shin Ai»                                                     | ULTIMATE DIAMOND     |
| 20  | 28 de octubre    | 2009        | «Mugen» (夢幻?)                                               | IMPACT EXCITER       |
| 21  | 13 de enero      | 2010        | «PHANTOM MINDS»                                               | IMPACT EXCITER       |
| 22  | 10 de febrero    | 2010        | «Silent Bible»                                                | IMPACT EXCITER       |
| 23  | 13 de abril      | 2011        | «SCARLET KNIGHT»                                              | THE MUSEUM II        |
| 24  | 13 de abril      | 2011        | «POP MASTER»                                                  | THE MUSEUM II        |
| 25  | 3 de agosto      | 2011        | «Junketsu Paradox» (純潔パラドックス?)                        | THE MUSEUM II        |
| 26  | 11 de enero      | 2012        | «Synchrogazer»                                                | ROCKBOUND NEIGHBORS  |
| 27  | 6 de junio       | 2012        | «TIME SPACE EP»                                               | ROCKBOUND NEIGHBORS  |
| 28  | 1 de agosto      | 2012        | «BRIGHT STREAM»                                               | ROCKBOUND NEIGHBORS  |
| 29  | 31 de julio      | 2013        | «Vitalization»                                                | SUPERNAL LIBERTY     |
| 30  | 15 de octubre    | 2014        | «Kindan no Resistance»                                        | SMASHING ANTHEMS     |
| 31  | 14 de enero      | 2015        | «EDEN»                                                        | SMASHING ANTHEMS     |
| 32  | 22 de abril      | 2015        | «Angel Blossom»                                               | SMASHING ANTHEMS     |
| 33  | 22 de julio      | 2015        | «Exterminate»                                                 | SMASHING ANTHEMS     |
| 34  | 13 de julio      | 2016        | «Starting Now!»                                               | NEOGENE CREATION     |
| 35  | 19 de julio      | 2017        | «Destiny's Prelude»                                           | THE MUSEUM III       |
| 36  | 19 de julio      | 2017        | «TESTAMENT»                                                   | THE MUSEUM III       |
| 37  | 26 de septiembre | 2018        | «Wonder Quest EP»                                             | TBA                  |
| 38  | 24 de octubre    | 2018        | «Never Surrender»                                             | CANNONBALL RUNNING   |
| 39  | 17 de julio      | 2019        | «Metanoia»                                                    | CANNONBALL RUNNING   |
| 40  | 7 de octubre     | 2020        | «Fire Scream / No Rain No Rainbow»                            | DELIGHTED REVIVER    |
| 41  | 27 de octubre    | 2021        | «Get up! Shout!»                                              | DELIGHTED REVIVER    |
| 42  | 24 de abril      | 2024        | «ADRENALIZED»                                                 | CONTEMPORARY EMOTION |

#### Singles digitales
- 'BLUE ROSE'  (19 de mayo de 2018).
- 'REBELLION'  (23 de enero de 2019).
- 'FINAL COMMANDER'  (25 de agosto de 2019).
- 'Kōmori batto wa guddona shinshi'  (4 de octubre de 2019).
- 'Obakezu kan no uta'  (27 de abril de 2020).
- 'Link or Chains'  (10 de enero de 2021).
- 'Red Breeze'  (16 de diciembre de 2021).
- 'Double Suffle'  (6 de abril de 2022).
- 'Sugar Doughnuts'  (1 de octubre de 2023).
- 'Turn the World'  (24 de diciembre de 2023).

### Álbumes
1. Supersonic girl (5 de diciembre de 2001)
2. MAGIC ATTRACTION (6 de noviembre de 2002)
3. DREAM SKIPPER (27 de noviembre de 2003)
4. ALIVE&KICKING (8 de diciembre de 2004)
5. HYBRID UNIVERSE (3 de mayo de 2006)
6. Great Activity (14 de noviembre de 2007)
7. Ultimate Diamond (3 de junio de 2009)
8. IMPACT EXCITER (7 de julio de 2010)
9. ROCKBOUND NEIGHBORS (12 de diciembre de 2012)
10. SUPERNAL LIBERTY (16 de abril de 2014)
11. SMASHING ANTHEMS (11 de noviembre de 2015)
12. Neogene Creation (21 de diciembre de 2016)
13. CANNONBALL RUNNING (11 de diciembre de 2019)
14. DELIGHTED REVIVER (6 de julio de 2022)
15. CONTEMPORARY EMOTION (19 de marzo de 2025)

#### Compilaciones
1. THE MUSEUM (7 de febrero de 2007)
2. THE MUSEUM II (23 de noviembre de 2011)
3. THE MUSEUM III (10 de enero de 2018)

### DVD
- NANA CLIPS 1 (22 de enero de 2003)
- NANA MIZUKI "LIVE ATTRACTION" THE DVD (26 de marzo de 2003)
- NANA MIZUKI LIVE SKIPPER COUNTDOWN THE DVD and more (3 de marzo de 2004)
- NANA CLIPS 2 (7 de julio de 2004)
- NANA MIZUKI LIVE RAINBOW at BUDOKAN (6 de abril de 2005)
- NANA CLIPS 3 (18 de enero de 2006)
- NANA MIZUKI LIVEDOM-BIRTH- at BUDOKAN (21 de junio de 2006)
- NANA MIZUKI LIVE MUSEUMxUNIVERSE (6 de junio de 2007)
- NANA MIZUKI LIVE FORMULA 2007-2008 (2007)
- NANA CLIPS 4 (2 de julio de 2008)
- NANA MIZUKI LIVE FIGHTER BLUExRED SIDE (25 de diciembre de 2008)
- NANA MIZUKI LIVE DIAMONDxFEVER (23 de diciembre de 2009)
- NANA CLIPS 5 (27 de octubre de 2010)
- NANA MIZUKI LIVE GAMESXACADEMY BLUExRED version (22 de diciembre de 2010)
- NANA MIZUKI LIVE CASTLEXJOURNEY KING NIGHT X QUEEN NIGHT
- NANA MIZUKI LIVE GRACE OPUS II X UNION (20 de enero) 2012-2013
- NANA CLIPS 6 (11 de diciembre de 2013)
- NANA MIZUKI LIVE CIRCUS×CIRCUS+×WINTER FESTA (28 de mayo de 2014)
- NANA MIZUKI LIVE FLIGHT×FLIGHT+ (14 de enero de 2015
- NANA MIZUKI LIVE THEATER -ACOUSTIC- (17 de junio de 2015)
- NANA MIZUKI LIVE ADVENTURE (21 de enero de 2016)
- NANA CLIPS 7 (6 de abril de 2016)
- NANA MIZUKI LIVE GALAXY -GENESIS- / NANA MIZUKI LIVE GALAXY -FRONTIER- (14 de septiembre de 2016)
- NANA MIZUKI LIVE PARK×MTV Unplugged: Nana Mizuki (8 de marzo de 2017)
- NANA MIZUKI LIVE ZIPANGUxIzumo Taisha Gohono Koen ~Gekka no Utage~ (15 de noviembre de 2017)
- NANA MIZUKI LIVE GATE (20 de junio de 2018)
- NANA CLIPS 8 (20 de marzo de 2019)
- NANA MIZUKI LIVE GRACE OPUS III×ISLANDxISLAND+ (24 de abril de 2019)
- NANA MIZUKI LIVE EXPRESS (25 de marzo de 2019)
- NANA MIZUKI LIVE NANA ACOUSTIC ONLINE (7 de abril de 2021)
- NANA MIZUKI LIVE HOME X RUNNER (21 de diciembre de 2022)
- NANA MIZUKI LIVE HEROES (21 de junio de 2023)
- NANA MIZUKI LIVE JUNGLE X PARADE (25 de diciembre de 2024)

## Colaboraciones
Mizuki ha trabajado junto a Masaya Matsukaze, Kenichi Suzumura y Mamiko Noto en al menos dos animes en los que los personajes que interpretaban tenían una fuerte relación entre sí:
- Con los tres en Witchblade.
- Con Matsukaze (Ren Ichimoku) y Mamiko Noto (Enma ai) en Jigoku Shōjo.
- Con Suzumura y Mamiko Noto en Ichigo 100%.